# Dominion VIII
Dominion VIII osmi je studijski album švedskog death metal-sastava Grave. Diskografska kuća Century Media Records objavila ga je 21. travnja 2008.

## Popis pjesama
Tekstovi: Ola Lindgren, osim gdje je navedeno drugačije. 
| 1.    | »A World in Darkness« | Lindgren, Matti Kärki | 5:58 |
| 2.    | »Fallen (Angel Son)«  |                       | 4:56 |
| 3.    | »Deathstorm«          |                       | 4:33 |
| 4.    | »Stained by Hate«     |                       | 4:10 |
| 5.    | »Bloodpath«           |                       | 3:34 |
| 6.    | »Annihilated Gods«    |                       | 5:12 |
| 7.    | »Sinners Lust«        |                       | 3:55 |
| 8.    | »Dark Signs«          |                       | 4:16 |
| 9.    | »8th Dominion«        |                       | 7:34 |
| 44:08 |                       |                       |      |

## Zasluge
Grave
- Ola Lindgren – gitara, vokal, snimanje (glazbe)
- Fredrik Isaksson – bas-gitara
- Ronnie Bergerstål – bubnjevi

Ostalo osoblje
- Peter Othberg – produkcija, snimanje (vokali), miks
- Henrik Jonsson – mastering
- Costin Chioreanu – grafički dizajn
- Olle Carlsson – fotografije
- Pepe – umjetnički smjer, dizajn